# Mościska (województwo podlaskie)
Mościska – wieś w Polsce położona w województwie podlaskim, w powiecie białostockim, w gminie Michałowo.
W latach 1975–1998 miejscowość administracyjnie należała do województwa białostockiego.
Wierni kościoła rzymskokatolickiego należą do parafii Opatrzności Bożej w Michałowie, natomiast prawosławni mieszkańcy wsi korzystają z miejscowej cerkwi filialnej pw. św. Mikołaja należącej do  parafii Przemienienia Pańskiego w Topolanach